# Oxyethira galekoluma
Oxyethira galekoluma är en nattsländeart som beskrevs av Schmid 1958. Oxyethira galekoluma ingår i släktet Oxyethira och familjen smånattsländor. Inga underarter finns listade i Catalogue of Life.